# Трисекция угла
Трисекция угла — задача о делении заданного угла на три равные части построением циркулем и линейкой.
Иначе говоря, необходимо построить трисектрисы угла — лучи, делящие угол на три равные части.
Наряду с задачами о квадратуре круга и удвоении куба является одной из классических неразрешимых задач на построение, известных со времён Древней Греции.
Невозможность построения была доказана Ванцелем в 1837 году.
Несмотря на это, в прессе и даже в некоторых научных журналах время от времени публикуются ошибочные способы осуществления трисекции угла циркулем и линейкой.

## Невозможность построения
П. Л. Ванцель доказал в 1837 году, 
что трисекция угла {\displaystyle \alpha } разрешима 
только тогда, когда уравнение
{\displaystyle x^{3}-3x-2\cos \alpha =0.}
разрешимо в квадратных радикалах.
Например, 
- Трисекция осуществима для углов вида {\displaystyle {2\pi  \over n},} если целое число {\displaystyle n} не делится на 3.
- Трисекция острого угла прямоугольного треугольника с целыми сторонами, длины которых выражаются взаимно простыми числами, осуществима тогда и только тогда, когда гипотенуза является кубом целого числа[6].

## Построения с помощью дополнительных средств
- Хотя трисекция угла в общем случае невыполнима с помощью циркуля и линейки, существуют кривые, с помощью которых это построение можно выполнить. Улитка Паскаля или трисектриса, квадратриса (в древности тоже называлась трисектрисой), конхоида Никомеда, конические сечения, спираль Архимеда[7].
- Трисекция возможна при построении с помощью плоского оригами.[8]

### Трисекция угла при помощи невсиса

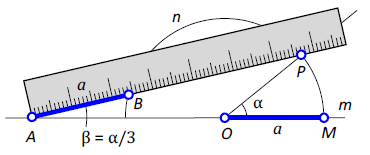
Рис. 1. Трисекция угла с помощью невсиса

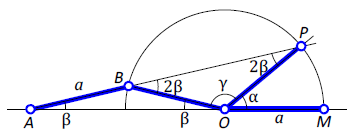
Рис. 2. Трисекция угла (доказательство)

Следующее построение с помощью невсиса предложено Архимедом.
Предположим, что имеется угол {\displaystyle \alpha =POM} (рис. 1). Необходимо построить угол {\displaystyle \beta }, величина которого втрое меньше данного: {\displaystyle \alpha =3\beta }.
Построим окружность произвольного радиуса {\displaystyle a} с центром в точке {\displaystyle O}. Пусть стороны угла пересекаются с окружностью в точках {\displaystyle P} и {\displaystyle M}. Продолжим сторону {\displaystyle OM} исходного угла. Возьмём линейку невсиса, отложив на ней диастему {\displaystyle a}, и используя прямую {\displaystyle OM} в качестве направляющей, точку {\displaystyle P} в качестве полюса, а полуокружность в качестве целевой линии, строим отрезок {\displaystyle AB}. Получим угол {\displaystyle PAM}, равный одной трети исходного угла {\displaystyle \alpha }.
Доказательство
Рассмотрим треугольник {\displaystyle ABO} (рис. 2). Так как {\displaystyle AB=BO=a}, то треугольник равнобедренный, и углы при его основании равны: {\displaystyle \angle BAO=\angle BOA=\beta } . Угол {\displaystyle \angle PBO} как внешний угол треугольника {\displaystyle ABO} равен {\displaystyle 2\beta }.
Треугольник {\displaystyle BPO} также равнобедренный, углы при его основании равны {\displaystyle 2\beta }, а угол при вершине {\displaystyle \gamma =180^{\circ }-4\beta }. С другой стороны, {\displaystyle \gamma =180^{\circ }-\beta -\alpha }. Следовательно, {\displaystyle 180^{\circ }-4\beta =180^{\circ }-\beta -\alpha }, а значит, {\displaystyle \alpha =3\beta }.